# Ivan Uchov
Ivan Sergejevič Uchov (rusky Иван Сергеевич Ухов, * 4. dubna 1986 v Čeljabinsku) je ruský atlet, výškař. Je halovým mistrem světa (2010), dvojnásobným halovým mistrem Evropy (2009, 2011) a juniorským mistrem Evropy (2005). Dne 25. února 2014 vyrovnal na mítinku Praha Indoor 2014 v pražské O2 areně výkonem 242 cm halový evropský rekord, který drží od roku 1988 Němec Carlo Thränhardt. Úspěchy z let 2012–2014 včetně olympijského zlata z Londýna 2012 mu byly odebrány kvůli užívání dopingu.

## Kariéra
V mládí se krátce věnoval hodu diskem, ale brzy přešel ke skoku do výšky. Během jednoho roku se zlepšil z 210 cm (13. července 2004) až na 230 cm (13. července 2005). Zatímco na MS juniorů 2004 v italské Grossetu neprošel z kvalifikace, o rok později získal zlato na juniorském ME v Kaunasu. V roce 2010 se stal celkovým vítězem Diamantové ligy ve skoku do výšky.

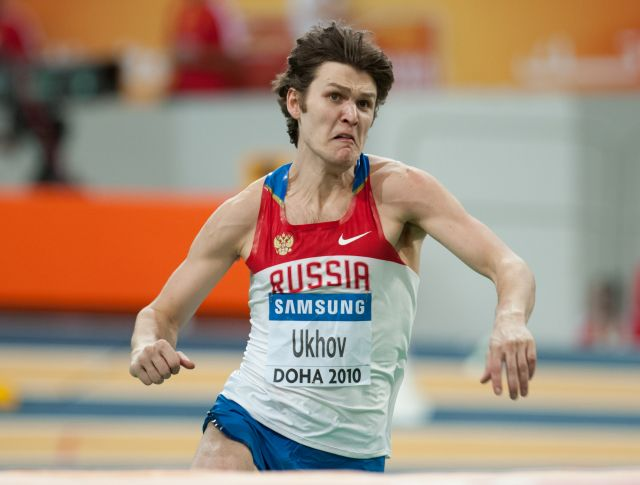
Ivan Uchov (HMS 2010)

V roce 2011 vyhrál výkonem 232 cm na mítinku Zlatá tretra v Ostravě. Na světovém šampionátu v jihokorejském Tegu v témže roce obsadil 5. místo (232 cm). Na předchozím MS v atletice 2009 v Berlíně skončil na 10. místě (223 cm). Prostředí pod střechou vyhovuje ruskému atletovi mnohem více. 25. února 2009 v řeckém Pireu překonal 240 cm (národní rekord), čímž se stal šestým výškařem celé historie, kterému se podařilo v hale překonat tuto hranici.
Od halové sezóny 2009 trénuje Ivana Uchova olympijský vítěz ze Sydney Sergej Kljugin, manžel výškařky Viktorie Kljuginové. Je vítězem několika halových mítinků na území Česka. Vítěz novinářské laťky (2008), beskydské laťky (2006, 2009, 2010, 2012) a hustopečského skákání (2008, 2009, 2010, 2011, 2013).

### Mítink v Lausanne
Tento 192 cm vysoký Rus se dostal do povědomí nejen atletické veřejnosti v září roku 2008 na mítinku IAAF Super Grand Prix ve švýcarském Lausanne. Po hádce s bývalou přítelkyní se začal opíjet. Během závodu do sebe naléval vodku s energetickým nápojem Red Bull. Ruský výškař měl poté co dělat, aby se udržel na nohou a když se pak rozeběhl ke svému pokusu na základní výšce, těsně před odrazem si doslova ustlal na žíněnce. To vše zachytil na mobilní telefon jeden z diváků a video poté obletělo svět na serveru YouTube. Manažer Pavel Voronkov svého svěřence omlouval tím, že alkoholem řešil osobní problémy.

### Následky
Rozhořčený šéftrenér ruské atletické federace Valentin Maslakov navrhoval pro tehdy dvaadvacetiletého atleta roční distanc, který by byl pro nadějného výškaře velmi tvrdým trestem. Ten však nepadl. Po omluvě a uhrazení nákladů pořadatelům byl vyhozen z domovského klubu. Následně přešel do oddílu v Moskvě, kde se musel ovšem podřídit určitým a velmi tvrdým podmínkám. V klubu dostával výplatu, finančně byl podporován na soustředění i vybavení, musel ale zvítězit na březnovém HME v Turíně 2009. Pokud by nevyhrál, musel by veškeré finance svému klubu vrátit. Ruský výškař ale mistrovství, stejně jako celou halovou sezónu zvládl, když vyhrál osm z deseti závodů.

### Doping
V únoru 2019 byl odsouzen v případu systematického užívání anabolických steroidů v ruské atletické reprezentaci a dostal čtyřletý zákaz činnosti. Zároveň byly diskvalifikovány všechny jeho sportovní výsledky od 16. července 2012 do konce roku 2014, čímž přišel mimo jiné o olympijské zlato. Později mu byl zákaz zkrácen na dva roky a devět měsíců.

### Úspěchy
| Rok  | Závod                              | Místo                      | Umístění    | Výkon  |
| ---- | ---------------------------------- | -------------------------- | ----------- | ------ |
| 2004 | Mistrovství světa juniorů          | Grosseto, Itálie           | kvalifikace | 2,10 m |
| 2005 | Mistrovství Evropy juniorů         | Kaunas, Litva              | 1.          | 2,23 m |
| 2005 | Univerziáda                        | İzmir, Turecko             | 4.          | 2,23 m |
| 2006 | Evropský halový pohár v atletice   | Liévin, Francie            | 1.          | 2,26 m |
| 2006 | Mistrovství Evropy v atletice 2006 | Göteborg, Švédsko          | 12.         | 2,20 m |
| 2006 | Světové atletické finále           | Stuttgart, Německo         | 5.          | 2,25 m |
| 2009 | Halové mistrovství Evropy 2009     | Turín, Itálie              | 1.          | 2,32 m |
| 2009 | Mistrovství světa v atletice 2009  | Berlín, Německo            | 10.         | 2,23 m |
| 2009 | Světové atletické finále           | Soluň, Řecko               | 5.          | 2,26 m |
| 2010 | Halové mistrovství světa 2010      | Dauhá, Katar               | 1.          | 2,36 m |
| 2010 | Mistrovství Evropy v atletice 2010 | Barcelona, Španělsko       | 2.          | 2,31 m |
| 2010 | Diamantová liga 2010               | celosvětově                | 1.          |        |
| 2011 | Halové ME 2011                     | Paříž, Francie             | 1.          | 2,38 m |
| 2011 | Mistrovství světa v atletice 2011  | Tegu, Jižní Korea          | 5.          | 2,32 m |
| 2012 | Halové MS 2012                     | Istanbul, Turecko          | 3.          | 2,38 m |
| 2012 | Letní olympijské hry 2012          | Londýn, Spojené království | DSQ (1.)    | 2,38 m |
| 2013 | Univerziáda 2013                   | Moskva, Rusko              | DSQ (5.)    | 2,28 m |
| 2013 | Mistrovství světa v atletice 2013  | Kazaň, Rusko               | DSQ (4.)    | 2,35 m |
| 2014 | Halové MS 2014                     | Sopoty, Polsko             | DSQ (2.)    | 2,38 m |
| 2014 | Mistrovství Evropy v atletice 2014 | Curych, Švýcarsko          | DSQ (3.)    | 2,30 m |

## Osobní rekordy
Hala
- Skok do výšky – 242 cm, Praha, 25.2. 2014 - Současný evropský rekord